# United States Army Special Forces

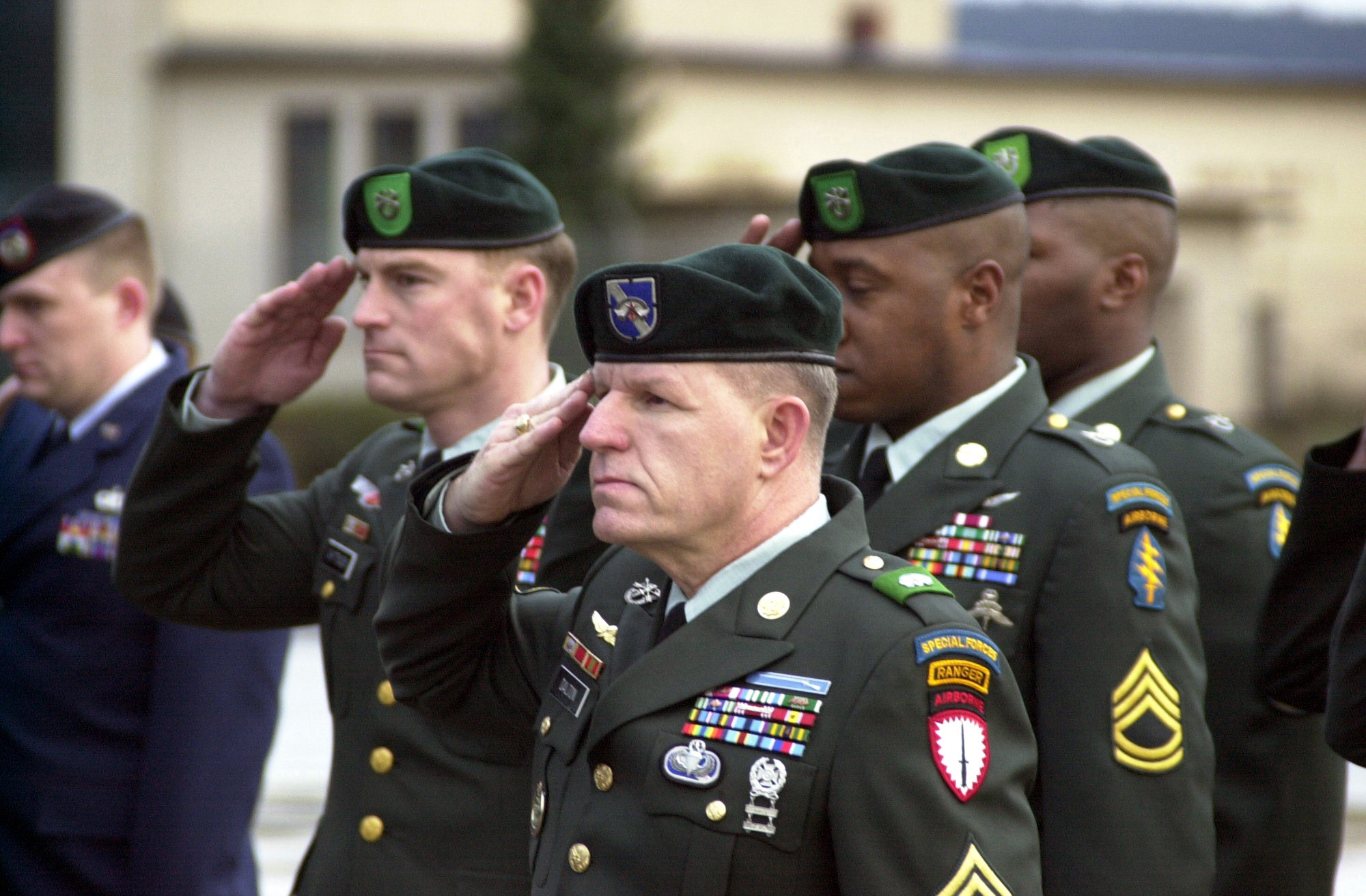
Groene baretten op de Vliegbasis Ramstein in Duitsland tijdens een ceremonie in 2011 voor zes soldaten die omkwamen tijdens een oefening in Koeweit

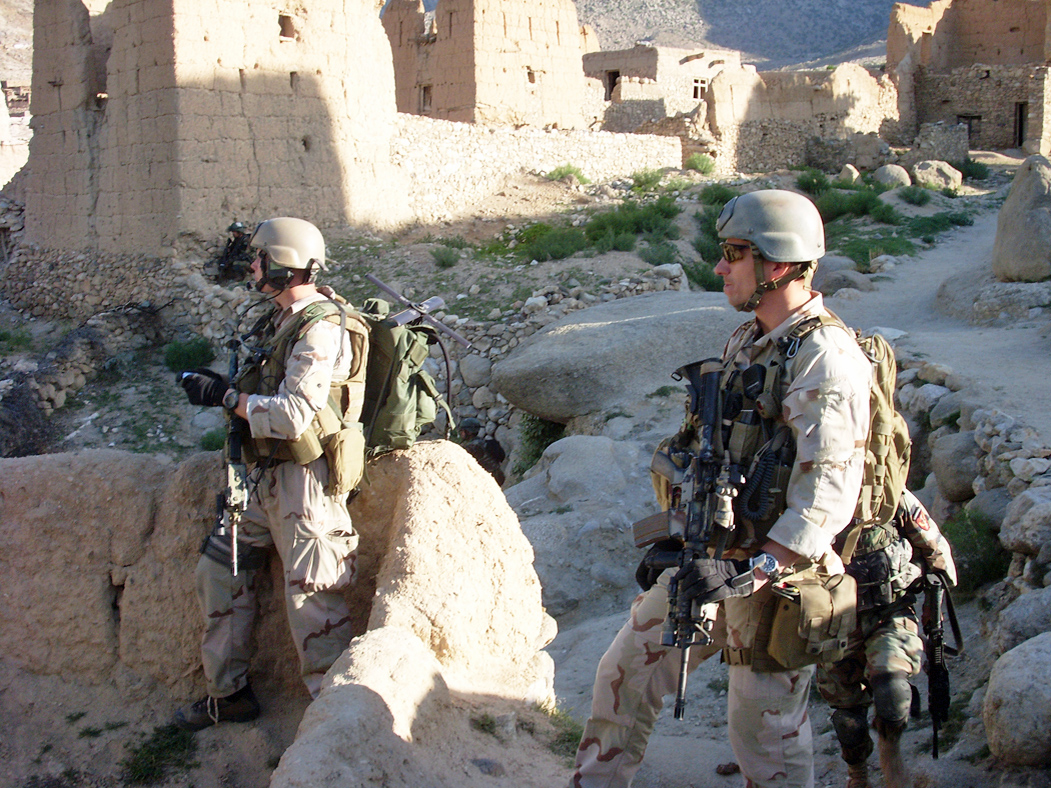
Leden van de 3rd Special Forces Group op verkenning tijdens een gevechtssituatie in Afghanistan in 2008

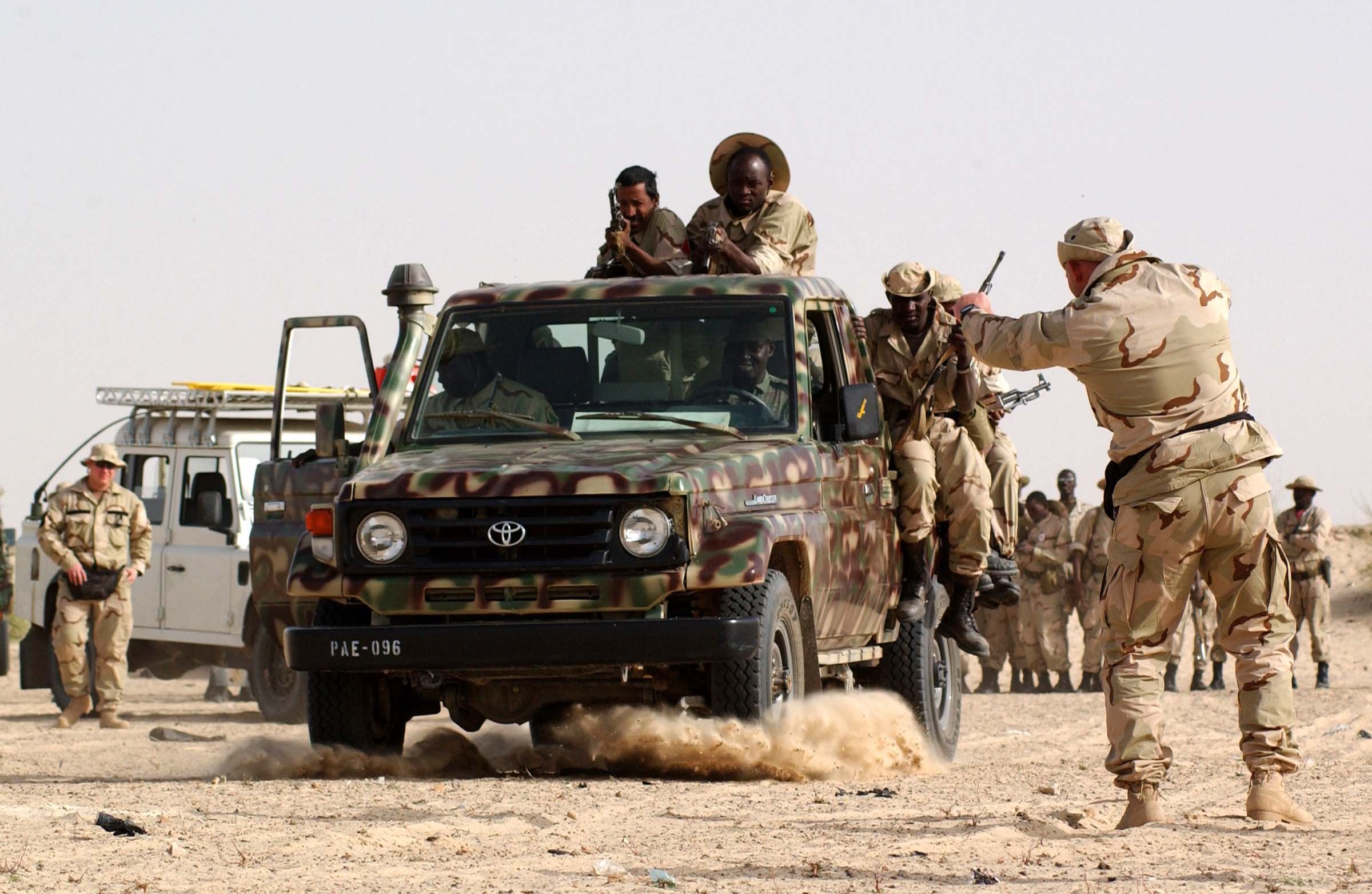
Leden van de 10th Special Forces Group geven opleiding in infanterie-technieken aan Malinese soldaten. Timboektoe, 2004

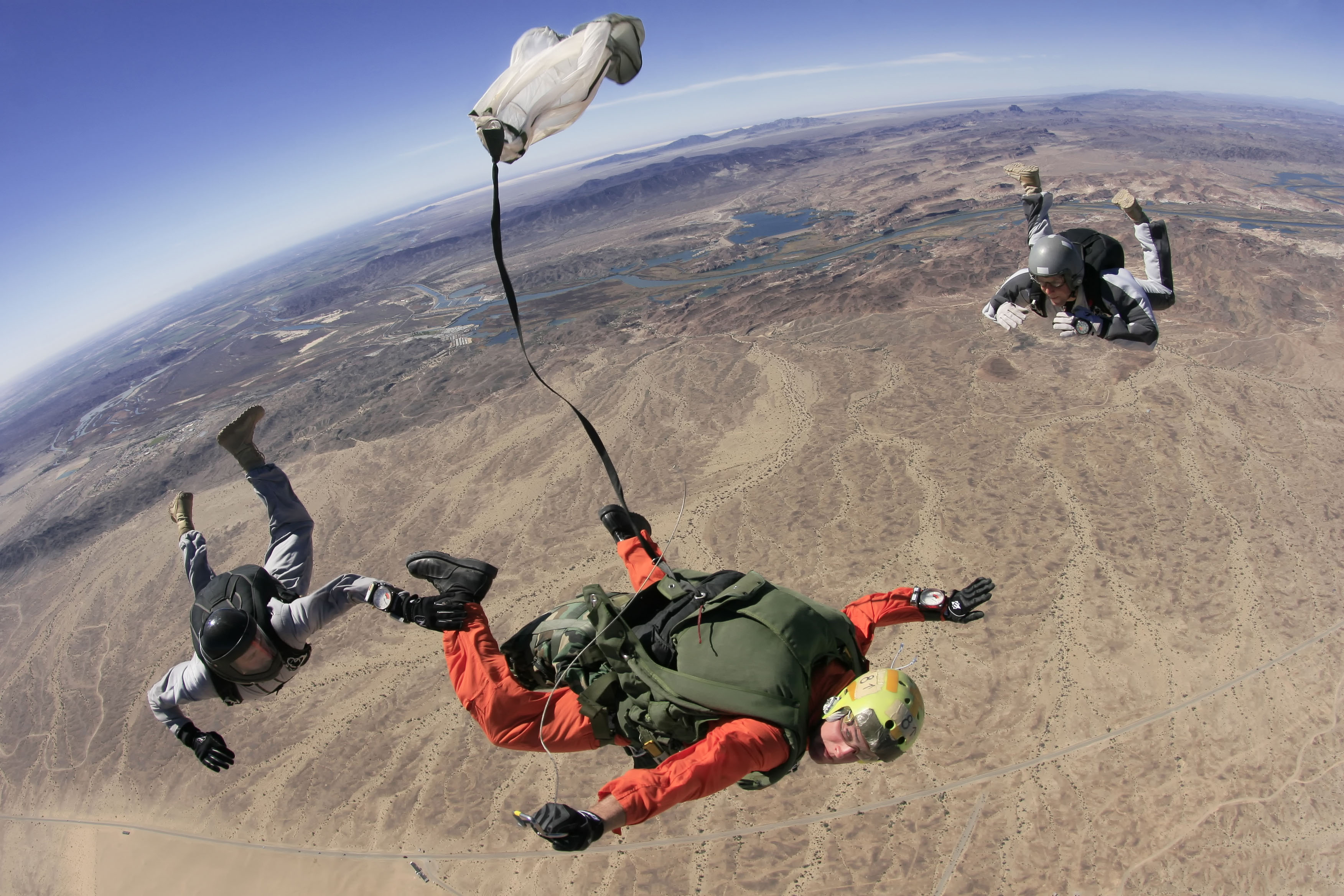
Een commando in opleiding maakt een vrijeval-parachutesprong boven Arizona terwijl twee instructeurs toekijken

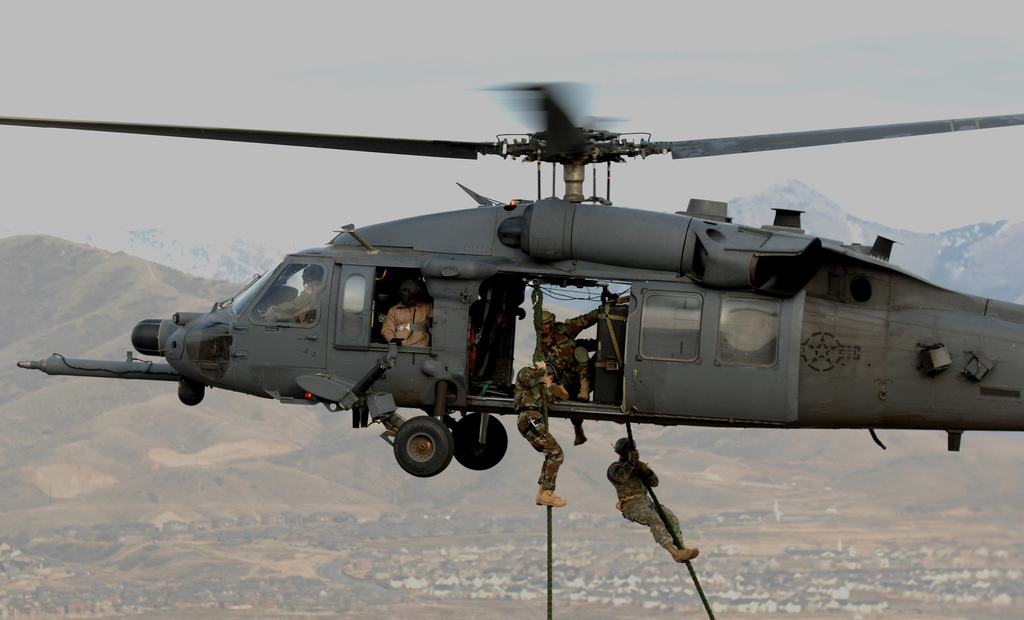
Combat search and rescue-training van de 19th Special Forces Group boven Utah

De United States Army Special Forces, ook bekend als de Special Forces (SF) of Green Berets ("groene baretten"), zijn de commando's van het Amerikaanse leger. Deze speciale eenheid is voornamelijk belast met onconventionele oorlogvoering.
De U.S. Army Special Forces werden opgericht in 1952. In 1961 gaf president John F. Kennedy de elite-eenheid het alleenrecht op het dragen van groene baretten. De eenheid valt onder het United States Army Special Operations Command (Airborne). Het hoofdkwartier is in Fort Bragg (North Carolina). De Special Forces werken nauw samen met de Special Activities Division (SAD) van de CIA, onder meer in Afghanistan.
De basisopleiding, Special Forces Qualification Course of kortweg Q Course geheten, duurt meestal 55 tot 95 weken. De commando's krijgen een intensieve opleiding in de taal en cultuur van de regio waarin ze gaan opereren. Hierna kunnen de commando's gespecialiseerde vervolgopleidingen volgen, waaronder een opleiding tot vrijeval-parachutist, duiker of sluipschutter.
Het boek The Green Berets van Robin Moore uit 1965 handelt over de Green Berets tijdens de Vietnamoorlog. Het boek was een bestseller en werd verfilmd als The Green Berets in 1968 met onder meer John Wayne en George Takei in de hoofdrollen.

## Taken
De Special Forces hebben zeven hoofdtaken:
- onconventionele oorlogvoering, waaronder het opleiden en coördineren van guerrilla-eenheden in andere landen
- optreden tegen rebellen en andere binnenlandse dreigingen in andere landen (foreign internal defense, FID)
- speciale verkenning, verkenning van doelen of gebieden achter vijandige linies (special reconnaissance, SR)
- kleinschalige offensieve acties binnen vijandige, verboden of gevoelige gebieden (direct action, DA)
- contra-terrorisme
- het tegengaan van verdere verspreiding van kernwapen- en andere massavernietigingswapen-technologie (counter-proliferation)
- ondersteunende acties (information operations, IO) waaronder elektronische oorlogvoering en psychologische operaties (psychological operations, PSYOP)

Andere taken zijn:
- bevrijding van gijzelaars
- zoek- en reddingsoperaties in gevechtssituaties (combat search and rescue, CSAR)
- deelname aan vredesoperaties, zoals het opruimen van mijnen
- specifieke personen vinden en gevangennemen of doden (manhunt)
- optreden tegen drugshandel

## Eenheden
De Special Forces zijn anno 2012 onderverdeeld in zeven groepen. De vijf hoofdgroepen, elk bestaand uit vier bataljons, zijn toegespitst op bepaalde regio's van de wereld. Naast deze vijf hoofdgroepen zijn er twee reserve-eenheden van de Army National Guard.

### 1st Special Forces Group
Hoofdkwartier: Fort Lewis. Een van de vier bataljons is gestationeerd op Okinawa (Japan). Gericht op de Stille Oceaanregio.

### 3rd Special Forces Group
Hoofdkwartier: Fort Bragg. Gericht op Sub-Saharisch Afrika met uitzondering van de Hoorn van Afrika.

### 5th Special Forces Group
Hoofdkwartier: Eglin Air Force Base. Gericht op het Midden-Oosten, Centraal-Azië en de Hoorn van Afrika.

### 7th Special Forces Group
Hoofdkwartier: Eglin Air Force Base. Gericht op het Amerikaanse continent en het Caraïbisch gebied. Is begin 21e eeuw vooral actief geweest in Afghanistan.

### 10th Special Forces Group
Hoofdkwartier: Fort Carson. Een van de vier bataljons is gestationeerd in Böblingen (Duitsland). Gericht op Europa, het Midden-Oosten en Noord-Afrika.

### 19th Special Forces Group
Hoofdkwartier: Draper (Utah). Reserve-eenheid.

### 20th Special Forces Group
Hoofdkwartier: Birmingham (Alabama). Reserve-eenheid.